# 로리 데이비드슨
로리 데이비드슨(영어: Laurie Davidson, 1992년 ~ )은 잉글랜드 출신의 배우이다. 셰익스피어를 다룬 드라마 《윌》에서 주인공 셰익스피어를 연기한 것으로 알려져 있다.

## 출연작 목록

### TV 드라마
- 윌 - 윌리엄 셰익스피어 역

### 영화
| 연도 | 제목      | 원제          | 배역         | 비고 |
| ---- | --------- | ------------- | ------------ | ---- |
| 2019 | 굿 라이어 | The Good Liar | 한스 타우프  |      |
| 2019 | 캣츠      | Cats          | 미스토펠리스 |      |